# Châtelleraudais
Le Châtelleraudais  est une région naturelle de France située dans la région Nouvelle-Aquitaine, au nord du département de la Vienne.

## Géographie

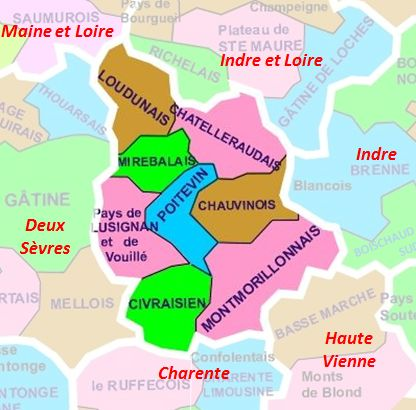
Les régions naturelles du département de la Vienne.

Le pays traditionnel du Châtelleraudais est situé au nord du département de la Vienne.  C’est la ville de Châtellerault qui lui a donné son nom. Il est entouré par les régions naturelles suivantes :
- Au nord par le Richelais et le plateau de Sainte-Maure.
- A l’est par le Gâtine de Loches et le Blancois.
- Au sud par le Chauvinois et le Poitevin.
- A l’ouest par le Mirebalais et le Loudunais.

## Économie
Créé en 2012, le BNI du Pays Châtelleraudais est un réseau d'affaires très actif dans la région. En 2017 il regroupait 35 entreprises officiant dans de nombreux domaines d'activité comme la finance, le bâtiment, la communication, les ressources humaines, le bien-être ou l'informatique.